# Ponticola constructor
A Ponticola constructor a csontos halak (Osteichthyes) főosztályának a sugarasúszójú halak (Actinopterygii) osztályába, ezen belül a sügéralakúak (Perciformes) rendjébe, a gébfélék (Gobiidae) családjába és a Benthophilinae alcsaládjába tartozó faj.

## Előfordulása
A Ponticola constructor eurázsiai gébféle, amely a Kaszpi-tenger közelében és az ebbe ömlő folyók alsó szakaszában található meg. Meglehet, hogy Anatólia egyes folyóiban is jelen van. Elterjedési területén gyakori hal.

## Megjelenése
Ez a gébféle legfeljebb 20 centiméter hosszú. Tarkóján és hátának elülső részén nagyobbak a pikkelyek. Egy hosszanti sorban 58-70 pikkely van. Pofája 1,5-1,9-szer hosszabb, mint szemének az átmérője.

## Életmódja
Mérsékelt övi, édesvízi gébféle, amely főleg a hideg folyóvizek aljzatát kedveli. Kerüli a brakkvizet.

## Szaporodása
A Ponticola constructor nősténye a kövek közé rakja le ikráit. Ezeket a hím őrzi és gondozza kikelésükig.